# Concrete Cowboys
Concrete Cowboys è una serie televisiva statunitense in 7 episodi trasmessi per la prima volta nel corso di una sola stagione nel 1981.
È una serie del genere western a sfondo investigativo. Deriva dal film per la televisione Nashville detective (Concrete Cowboys) del 1979 con Tom Selleck nel ruolo di Will Ewbanks (sostituito poi per la serie da Geoffrey Scott).

## Personaggi e interpreti
- J.D. Reed (8 episodi, 1979-1981), interpretato da Jerry Reed.
- Will Ewbanks (7 episodi, 1981), interpretato da Geoffrey Scott.

## Produzione
La serie fu prodotta da Richard Newton.

### Registi
Tra i registi sono accreditati:
- Lawrence Dobkin in 2 episodi (1981)
- Leo Penn in 2 episodi (1981)

### Sceneggiatori
Tra gli sceneggiatori sono accreditati:
- Jimmy Sangster in 3 episodi (1979-1981)
- Eugene Price in 2 episodi (1979-1981)

## Distribuzione
La serie fu trasmessa negli Stati Uniti dal 7 febbraio 1981 al 21 marzo 1981 sulla rete televisiva CBS.

## Episodi
| Stagione       | Episodi | Prima TV USA |
| -------------- | ------- | ------------ |
| Prima stagione | 7       | 1981         |